# Gülhanepark

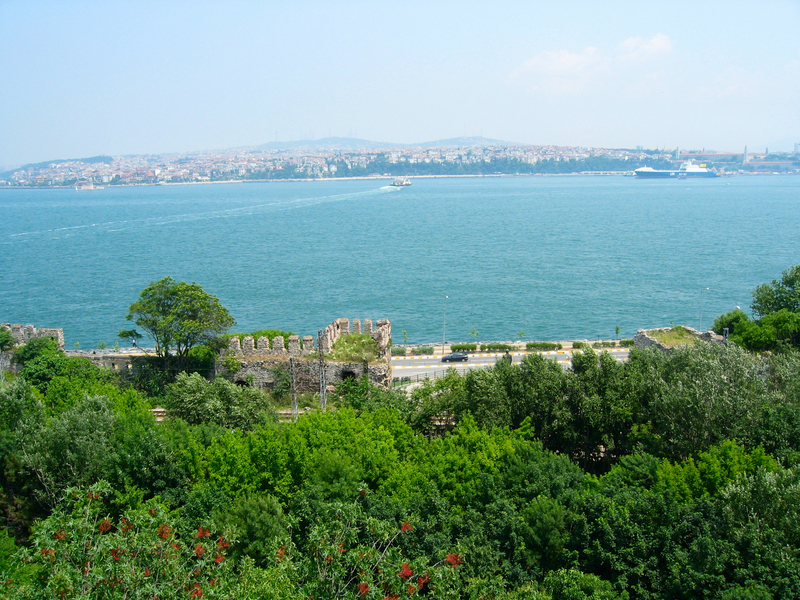
Gülhanepark gezien vanaf het Topkapıpaleis

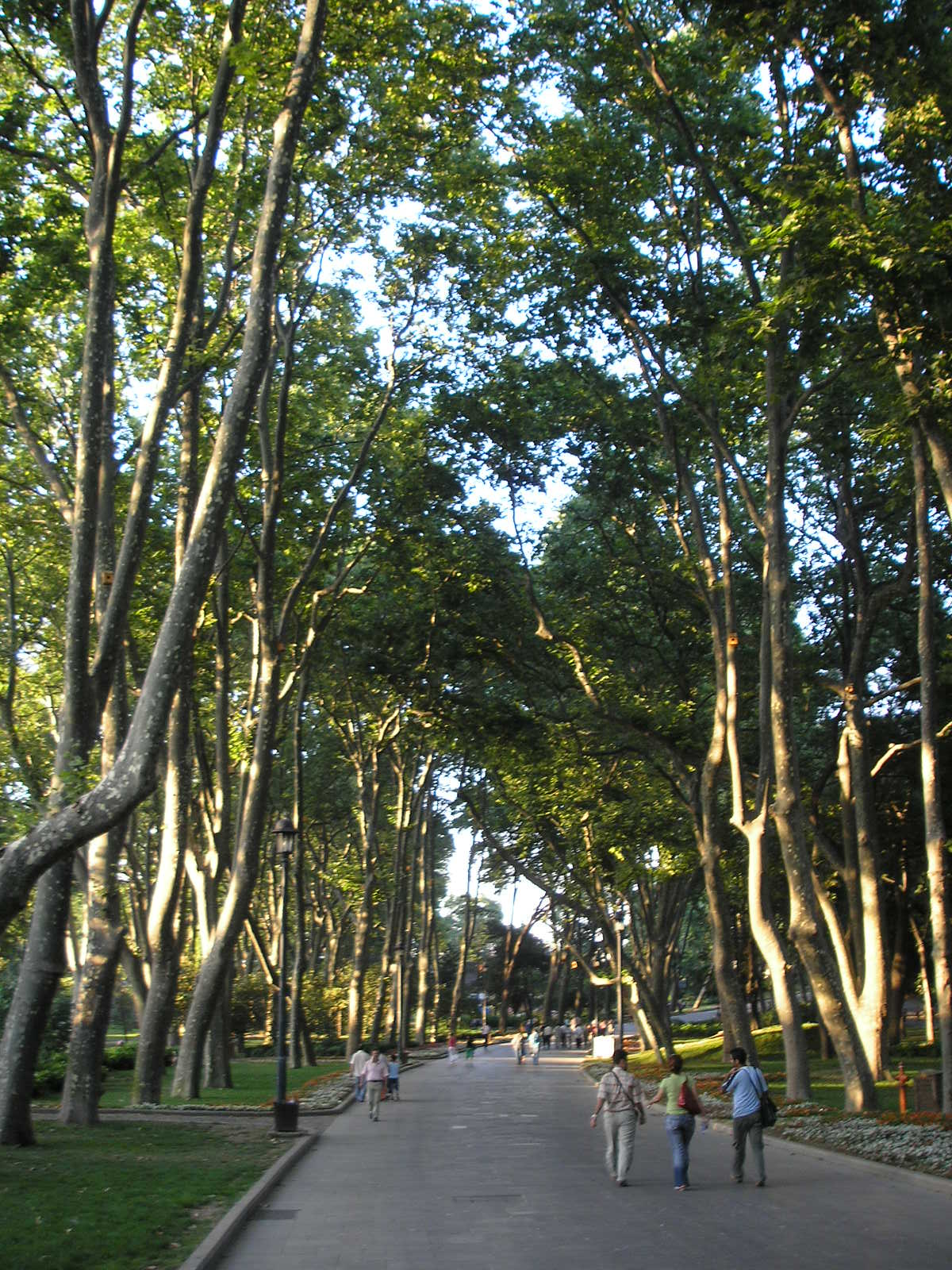
Gülhanepark

Het Gülhanepark (Turks: Gülhane Parkı, "Rooshuispark") is een historisch stadspark in het district Eminönü van Istanboel, Turkije. Het is gelegen naast en het Topkapıpaleis. Het is het oudste openbare park in Istanboel. Het eerste standbeeld van Atatürk in Turkije werd in 1926 in het park geplaatst. Een museum over Islamitische wetenschap en technologie werd geopend in mei 2008 door de Turkse premier Recep Tayyip Erdoğan. Het museum beschikt over 140 replica's van uitvindingen van de 8e tot de 16e eeuw, van astronomie, aardrijkskunde, chemie, landmeetkunde, optica, geneeskunde, architectuur, natuurkunde en oorlogvoering.